# Erika Büsch
Erika Büsch Guadalupe (Montevideo, 22 de octubre de 1974) es una compositora, guitarrista y cantante de música popular uruguaya.

## Biografía

### Ámbito artístico
Sus primeros estudios artísticos fueron en la Escuela Nacional de Danza, donde cursó Historia de la Danza, Expresión Corporal, Lectoescritura musical, Coreografía, Cultura Popular Tradicional, Introducción a las Ciencias Sociales e Historia de la Cultura.
Posteriormente comienza estudios de guitarra con los concertistas Alfredo Escande, Eduardo Yur y Cristina Zárate. Luego de su ingreso en el Taller Uruguayo de Música Popular (TUMP), cursa estudios con Ney Peraza, Jorge Schellemberg y Guilherme de Alencar Pinto.
Continúa sus estudios en la Escuela Universitaria de Música donde se especializa en guitarra y Dirección coral. Asimismo estudia armonía con el compositor Esteban Klísich.
Posteriormente se aboca a la creación del taller de grupo de música para niños "Tucanción" y el grupo de animación infantil "Tungaitá".

### Tocando el tiempo

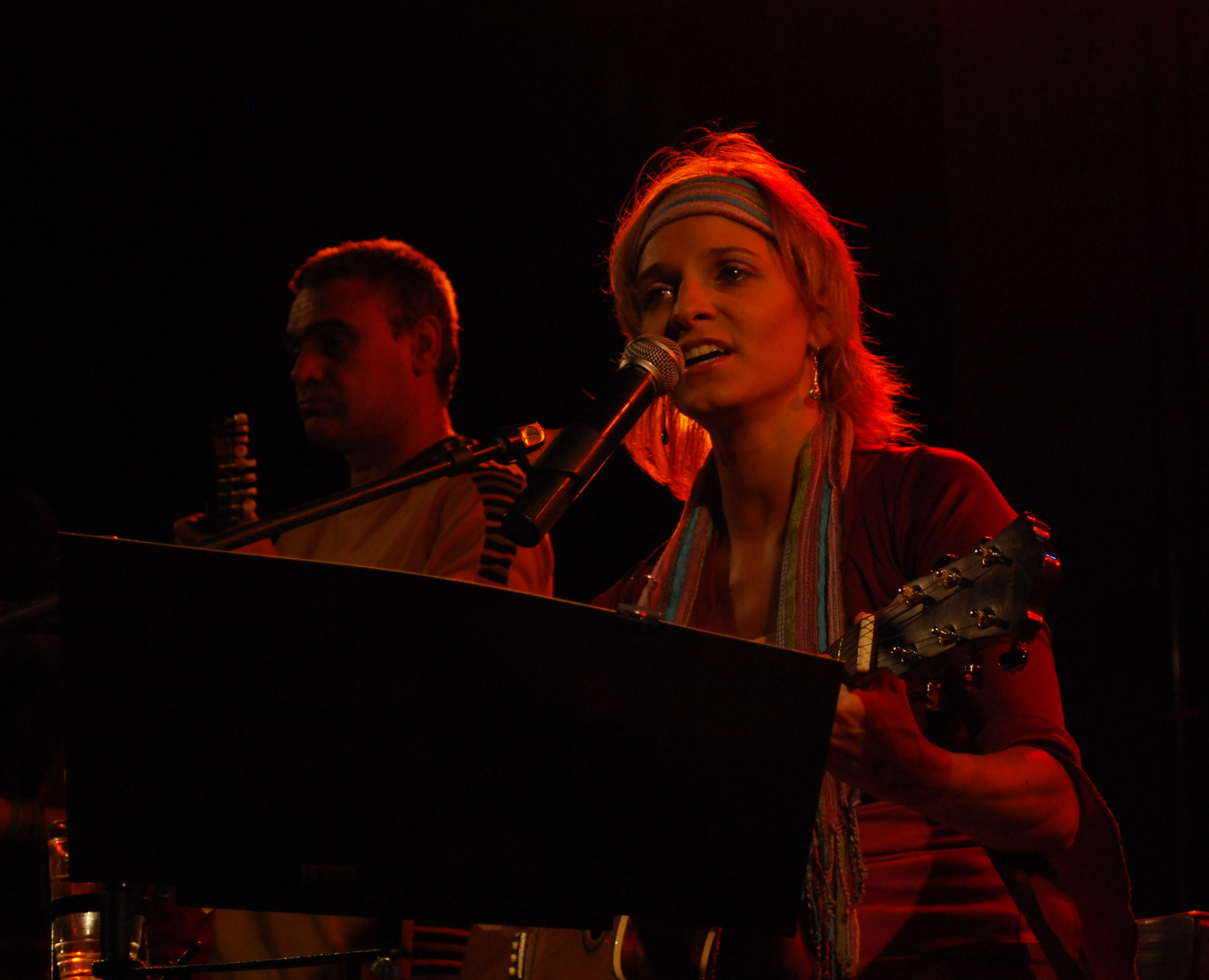
Erika Büsch en un concierto en Atlántida, Canelones (Uruguay).

En el año 2002 edita en forma independiente su primer trabajo discográfico para adultos, titulado "Tocando el tiempo". Este disco que contiene 14 temas originales de la artista, está enmarcado en una etapa de experimentación, con canciones que tienen bases rítmicas tan disimiles como el pop, el tango o la bossa nova.

### Por el gusto de cantar

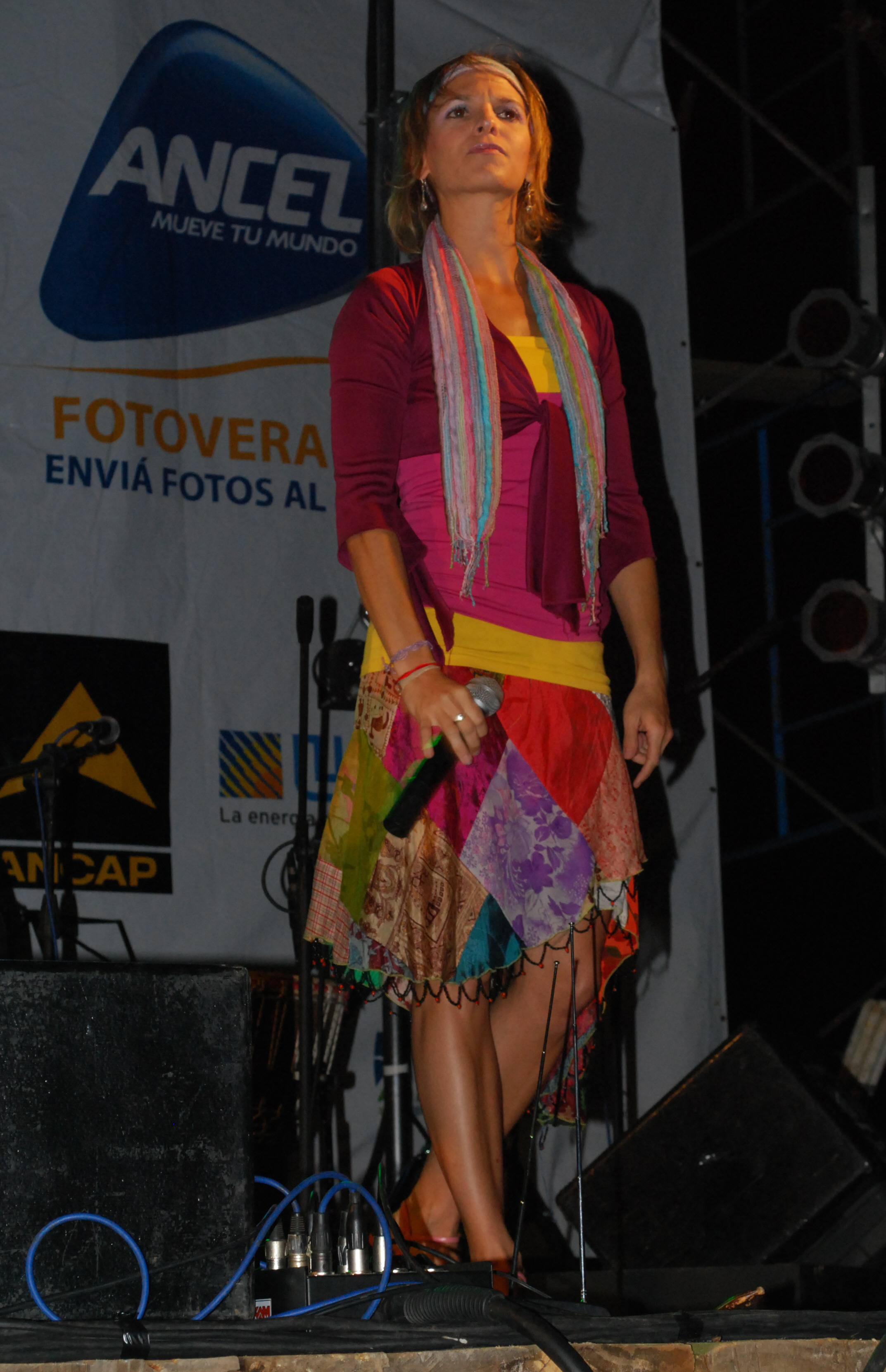
Erika Büsch en un concierto en Atlántida, Canelones (Uruguay).

En el año 2004 y 2005 realiza junto a Numa Moraes una serie de espectáculos titulados "Por el gusto de cantar", con el cual se presentan en la sala Zitarrosa de Montevideo, y realizan una gira por el interior de Perú. El repertorio del mismo, además de incluir temas de ambos, incorporó obras distintos autores latinoamericanos como Silvio Rodríguez, Violeta Parra, Atahualpa Yupanqui y Carlos Puebla, entre otros.
En el año 2006 se traslada a Chile para representar a Uruguay en el XLVII Festival Internacional de la Canción de Viña del Mar, donde participa de la "Competencia Folclórica". En dicha categoría interpretó su canción "Sinfonía Nocturna".

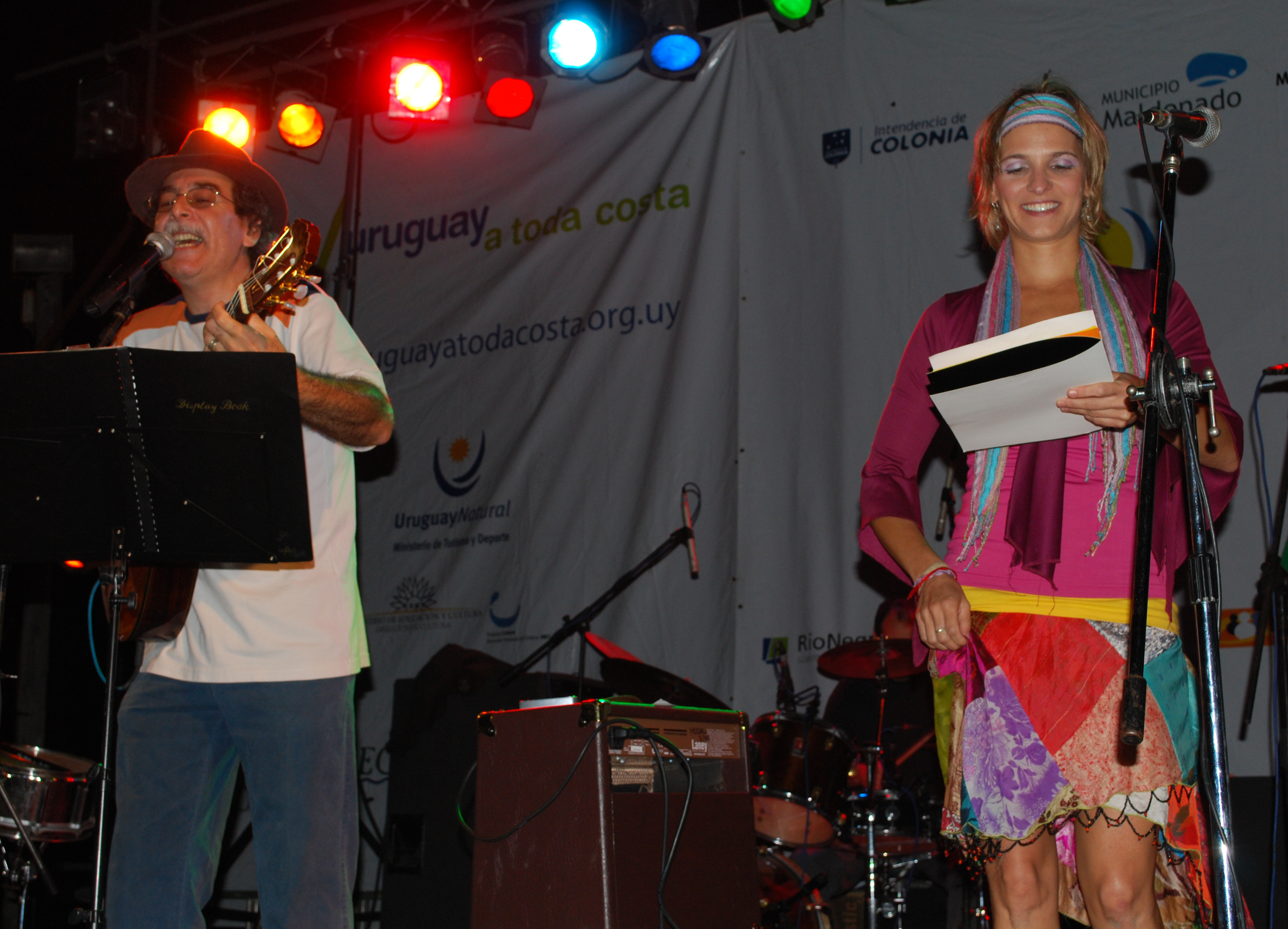
Erika Büsch y Mauricio Ubal en 2009.

Nuevamente junto a Numa Moraes, emprende en 2008 una gira por Canadá que la llevó a brindar actuaciones, charlas y talleres en ciudades como Montreal, Otawa, Toronto, Calgary, Quebec, Vancouver y Edmonton.
Además de Numa Moraes, Büsch ha compartido escenarios con importantes artistas uruguayos como Pepe Guerra, Mauricio Ubal, Daniel Viglietti, o dúo Larbanois - Carrero y de otros países, como Quilapayún.
Grabó su segundo disco con Héctor Numa Moraes, el cual se llamó "El mundo de nosotros".

## Discografía

### Para niños
- Aserrín aserrán, las canciones de la abuela
- Villancicos
- Rondas infantiles

### Para adultos
- Tocando el tiempo (Ediciones T.G.B.. 2002)
- Por el gusto de cantar (junto a Numa Moraes. Montevideo Music Group 3394-2. 2005)